# Allison McAtee
Allison McAteen, née le 24 septembre 1985 à Edinboro en Pennsylvanie, est un mannequin et une actrice américaine.

## Biographie
Allison est née à Edinboro, en Pennsylvanie, le 24 septembre 1980. Elle détient un baccalauréat en arts du théâtre de l'École des arts et des sciences de l'Université de Pittsburgh.

## Filmographie

### Cinéma
- 2003 : Why We Had to Kill Bitch de John-Paul Nickel : Heather
- 2007 : The Killing Floor de Gideon Raff : Kathy Mahoni
- 2008 : Hell Ride de Larry Bishop : The Swede
- 2010 : Bloomington de Fernanda Cardoso : Catherine
- 2013 : 5 Souls de Brett Donowho : Sara
- 2017 : All About the Money de Blake Freeman : Bethany Vanderbilt
- 2019 : We Summon the Darkness de Marc Meyers : Susan
- 2019 : Why? de Corbin Timbrook : Blake
- 2020 : Unearth de John C. Lyons et Dorota Swies : Christina Dolan

#### Courts-métrages
- 2008 : Distrust : Valerie
- 2014 : Just Be Yourself de Stuart Evan Davis: Lola
- 2014 : Share de Jason M. Lange : Kate

### Télévision

#### Séries télévisées
- 2003 : On ne vit qu'une fois (épisodes 8954 & 8955) : Jett
- 2005 : La Star de la famille (saison 2, épisode 14) : Candy
- 2005 : Stella (saison 1, épisode 4) : Hipster Model
- 2006 : Rescue Me : Les Héros du 11 septembre (saison 3, épisodes 7 & 8) : Barman
- 2006 : Ugly Betty (saison 1, épisode 5) : Friday Night
- 2006 : New York, section criminelle (saison 6, épisode 7) : Carrie
- 2007 : Ghost Whisperer (saison 2, épisode 20) : Martina Rose
- 2008 : Les Experts : Miami (saison 6, épisode 21) : Shannon Higgins
- 2008 : Z Rock : Kitty Bronstein
- 2009 : Nip/Tuck (saison 5, épisode 15) : Barman
- 2009 : Life (saison 2, épisode 16) : Claudia
- 2009 : Les experts (saison 9, épisode 15) : Jena Mackin
- 2009 : Trust Me (saison 1, épisode 13)
- 2010 : Castle (saison 2, épisode 24) : Andrea Fisher
- 2011 : Les Experts : Manhattan (saison 7, épisode 22) : Jackie Thompson
- 2011 : Mentalist (saison 4, épisode 2) : Jocelyn Chapin
- 2011/2013 : Californication (épisodes 4x07 / 6x04) : Roberta Greenblatt / Ali Andrews
- 2012 : NCIS : Enquêtes spéciales (saison 9, épisode 15) : Spandaxia
- 2012 : Jan (saison 1, épisode 8) : Carla
- 2014 : Revenge (saison 4, épisode 1) : Jennifer Foley
- 2014-2016 : The Haves and the Have Nots (48 épisodes) : Maggie Day
- 2018 : Over Easy (mini-série) : Aurora
- 2019 : The Affair (saison 5, épisode 2) : Laine
- 2020 : Lucifer (saison 5, épisode 14) : Elizabeth Newman
- 2024 : New York, unité spéciale (saison 26, épisode 4) : Paula Blake

#### Téléfilms
- 2010 : La Fille de l'ascenseur (Elevator Girl) de Bradford May : Cynthia
- 2016 : Une maison pas si tranquille (The Wrong House) de Sam Irvin : Kathleen Strickland
- 2020 : Echangées à la naissance (Deadly Daughter Switch) de Ben Meyerson : Viv
- 2020 : Deadly Mile High Club de Doug Campbell : Tanya
- 2021 : Ta famille doit mourir (An Organized Killer) de Brian Skiba : Grace